# مهری خاتون
مهری خاتون، همچنین بانو مهری و مهری هاتون (متولد حدود ۱۴۶۰ - درگذشت ۱۵۰۶ میلادی) شاعر عثمانی بود. وی دختر یک قاضی عثمانی بود و طبق منابع بیشتر زندگی خود را در آماسیا و اطراف آن گذراند. مستندات او را به عنوان عضو دایره ادبیات شاهزاده احمد، پسر سلطان بایزید دوم قرار می‌دهد.
طبق داستانی پیرامون او «مهری خاتون بارها عاشق شد اما اصرار داشت که همه این عشق‌ها پاک و بی گناه بوده‌اند و او زندگی را با فضیلت پشت سر می‌گذارد.» لوئیس اشاره می‌کند که هر چند مهری خاتون «زیبا و سرسخت بود، اما هرگز ازدواج نکرد.»
از او به عنوان «سافو عثمانی» یاد می‌شود.

## شعر
اشعار مهری خاتون هم نشان‌دهندهٔ آشنایی کامل او با ادبیات فارسی است که او را به سمت نوشتن غزل سوق می‌دهد و هم نشان‌گر آموزش عالی ادبی او است. منتقدان مدرن از جمله برنارد لویس سبک او را دارای تازگی فوق‌العاده در عین سادگی توصیف می‌کنند.
یکی از اشعار محبوب او اینچنین است: "با یک نگاه / من تو را دوست دارم / با هزاران قلب… بگذار غیرتی‌ها فکر کنند / دوست داشتن گناه است / نگران مباش / بگذار من در آتش جهنم / از آن گناه بسوزم. "
دیگر این است: «قلب من در شعله‌های آتش از غم و اندوه می‌سوزد/ جرقه و دود آن به آسمان می‌رود / در درون من قلب من همچون شمعی آتش را می‌دزد / بدن چرخان من، فانوس دریایی روشنی است که از عکس تو جان می‌گیرد»